# Carlos Pimenta
Carlos Alberto Martins Pimenta (ur. 7 maja 1955 w Lizbonie) – portugalski polityk i inżynier, poseł do Zgromadzenia Republiki, eurodeputowany II, III i IV kadencji.

## Życiorys
Absolwent inżynierii elektrycznej, ukończył w 1979 studia w Instituto Superior Técnico, instytutu wchodzącego w skład Uniwersytetu Lizbońskiego. Działacz Partii Socjaldemokratycznej, był przewodniczącym rady krajowej jej organizacji młodzieżowej JSD, wiceprzewodniczącym krajowej komisji ds. polityki PSD, a także prezesem instytutu Instituto Francisco Sá Carneiro.
W latach 80. i 90. był wybierany do Zgromadzenia Republiki. Pełnił funkcję sekretarza stanu ds. środowiska (1983–1984, 1985–1987) oraz ds. rybołówstwa (1985). W latach 1987–1999 sprawował mandat posła do Parlamentu Europejskiego II, III i IV kadencji.
Później związany głównie z sektorem prywatnym jako dyrektor w przedsiębiorstwach zajmujących się energią odnawialną. W 2013 zastąpił Jorge'a Moreira da Silvę na stanowisku prezesa Plataforma para o Crescimento Sustentável, instytucji zajmującej się działaniami na rzecz zrównoważonego rozwoju.
Odznaczony Orderem Infanta Henryka III klasy (1989).